# Fred Neil
Fred Neil (Cleveland, 16 marzo 1936 – St. Petersburg, 7 luglio 2001) è stato un cantautore statunitense.

## Biografia
Nato in Ohio ma cresciuto in Florida, inizia l'attività musicale come autore di brani per artisti famosi, tra questi Candy Man scritto per Roy Orbison. Collabora dal 1961 con Vince Martin, col quale pubblicherà il primo album Tear Down the Walls (Elektra), nel 1964.
Pubblica il secondo album nel 1965 Bleecker & MacDougal dove fonde il folk con elementi blues.
Nel 1966 esce il suo terzo album, Fred Neil, contenente i suoi brani più famosi: Everybody's Talkin' (poi reinterpretato da Harry Nilsson ed usato nella colonna sonora del film Un uomo da marciapiede, vincitore di un Grammy) e The Dolphins, brano dedicato al mare che fu in seguito reinterpretato da diversi artisti, tra i quali Tim Buckley. L'album è diventato oggetto di culto per l'innovativa rilettura del folk e del blues in chiave psichedelica e free form, influenzando non solo i nuovi cantautori del Greenwich Village, ma anche la scena "acida" californiana che di lì a poco sarebbe esplosa.
Era molto schivo e non amava fare tour promozionali. A metà degli anni Settanta si ritirò dalle scene per dedicarsi alla salvaguardia dei delfini.
È morto di cancro nel 2001.

## Discografia

### Album studio
- 1964: Tear Down the Walls (Elektra) con Vince Martin
- 1965: Bleecker & MacDougal (Elektra) ripubblicato nel 1970 come  A Little Bit of Rain
- 1966: Fred Neil (Capitol) ripubblicato nel 1969 come Everybody's Talkin'
- 1968: Sessions (Capitol)

### Album dal vivo
- 1971: Other Side of This Life (Capitol)

### Raccolte
- 1986: The Very Best of Fred Neil (See for Miles)
- 2003: Do You Ever Think of Me? (Rev-Ola)
- 2004: The Sky Is Falling: The Complete Live Recordings 1965-1971 (Rev-Ola)
- 2005: Echoes of My Mind: The Best of 1963-1971 (Raven)
- 2008: Trav'lin Man: The Early Singles (Fallout)